# Dorsa Rubey
Dorsa Rubey – grupa grzbietów na powierzchni Księżyca  o średnicy około 100 km. Dorsa Rubey znajduje się na współrzędnych selenograficznych ☾ 10,0°S 42,0°W/-10,000000 -42,000000 na obszarze Oceanus Procellarum.
Nazwa grzbietu została nadana w 1976 roku przez Międzynarodową Unię Astronomiczną i pochodzi od Williama Rubeya (1898-1974), amerykańskiego geologa.